# Dead Again (Suicidal Angels)
Dead Again e il terzo album in studio della band greca Suicidal Angels, pubblicato nel 2010 dalla Noise Records.

## Tracce
1. Damnation – 1:21
2. Reborn in Violence – 4:18
3. Bleeding Holocaust – 2:54
4. The Trial – 3:36
5. Suicide Solution – 2:34
6. Beggar of Scorn – 5:21
7. Victimized – 4:13
8. Violent Abuse – 2:35
9. The Lies of Resurrection – 4:18
10. Search for Recreation – 2:52
11. Dead Again – 3:02
12. Final Dawn – 2:58

## Formazione
- Orpheas Tzortzopoulos - batteria
- Nick Melissourgos - chitarra, voce
- Angelos Kritsotakis - basso
- Panos Spanos - chitarra